# Agartha
Agartha, též Agharta, je mytické podzemní město či říše, které podle některých esoterických představ vzniklých na konci 19. století leží někde ve střední Asii, typicky pod Himálají. Často je spojováno či se zaměňováno s podobnou říši zvanou Šambala.
Jedna z prvních zmínek o Agarthě pochází od francouzského koloniálního úředníka Louise Jacolliota, který ve své knize Les Fils de Dieu „Syn Boží“ z roku 1873 prohlásil že ve starověku byla hlavním městem Indie Asgartha, kterou ztotožnil se severským Ásgardem. Tím se pokusil historizovat v duchu euhemerismu severskou mytologii a zároveň prosazovat árijskou ideologii. Kniha dosáhla velkého ohlasu a idea Agarthy byla dále popularizována francouzským okultistou Joseph-Alexandrem Saint-Yvesem d’Alveydre, který od roku 1877 propagoval formu vlády, kterou označoval jako Synarchie. Od roku 1985 pak prohlašoval že se setkal se zasvěcencem jménem Hadží Šaríf, který měl být guruem z mystické školy nacházející se v Agarthě, respektive Agharttě jak jméno zapisoval, která ležela pod asijskými horami, a kterou obýval Vládce světa. Sám jí měl navštívit pomocí astrálního cestování a její politické uspořádání mělo být vzorem pro jeho Synarchii. Jeho popis této bájné říše byl silně inspirován románem Přicházející rasa Edwarda Bulwer-Lyttona a theosofickými „dopisy Mahátmů“.  D’Alveydreova kniha byla velmi oblíbená v martinistických kruzích a silně z ní čerpal polský spisovatel Ferdynand Antoni Ossendowski ve svém díle Zemí zvířat, lidí a bohů z roku 1922, který město nazýval Agharti. Tato kniha zase ovlivnila francouzského esoterika Reného Guenóna, který Agarthě věnoval své dílo Král světa z roku 1927. Další popularizaci tématu pak přinesly fantastické příběhy vydávané magazínem Amazing Stories v 40. letech 20. století.
Agartha také má své významné místo na ruské esoterické scéně. Mystik a esoterik Nikolaj Konstantinovič Rerich spojil ideu Agarthy s mytickou zemí Belovod'je z ruské lidové kultury a věřil na existenci podzemních tunelů mezi Altají a Himálají. Lékař a senzibil Alexander Vasiljevič Barčenko se domníval Agartha je totožná se Šambalou, leží ve středu Země či himálajských jeskyních a je obývána mocnými telepaty, kteří předávají své znalosti jak prostřednictvím poslů tak telepaticky. Politici a mágové Agarthy díky své moci měli ovlivňovat dění na Zemi prostřednictvím svých myšlenek. Politolog a esoterik Alexandr Dugin počal v roce 1993 rozšiřovat fámu že v rámci GRU, ruské vojenské rozvědky, existuje řád jménem Agartha.